# 念力 (曲)
「念力」（ねんりき）は、Plastic Treeの39枚目のシングル。2017年1月25日発売。発売元はCJビクターエンタテインメント。

## 概要
Plastic Treeメジャーデビュー二十周年“樹念”シングル。
前作『サイレントノイズ』から約5ヶ月ぶりのシングル。初回限定盤A、初回限定盤B、初回限定盤C、通常版の4タイプで発売。
初回限定盤A、Bには、2016年10月10日に東京国際フォーラムで行われた「Black Silent/White Noise」最終公演の模様を「全編」・「後編」に分けて収録されたDVDが、初回限定盤Cには表題曲「念力」のMusic Videoを収録したDVDがそれぞれ付属した。また、通常盤にのみ「サーカス」（1998年発表のアルバム『Puppet Show』収録曲）のライブアレンジテイクが収録されている。
ジャケット写真の撮影や表題曲「念力」のMusic Video撮影は、前シングル『サイレントノイズ』から引き続き写真家の宮澤正明が担当した。
2017年10月25日に、ビクターエンタテインメントレーベルにて再発盤が発売された（収録内容は通常盤と同一）。

## 収録曲

### 通常盤
1. 念力 [4:53][1]
  - 作詞：有村竜太朗、作曲：長谷川正、編曲：Plastic Tree

テレビ朝日系『musicる TV』2017年1月度エンディングテーマ
近年の作品に見られたシンプルなバンドサウンドとは異なるインダストリアルなサウンドアプローチの楽曲[3]。
インディーズ時代の代表曲「psycho garden」（1995年発表のアルバム『Strange fruits -奇妙な果実-』収録曲）のような、「20年前の自分たちが作りそうな楽曲」というイメージで製作された[7]。
2. creep [4:56][1]
  - 作詞：佐藤ケンケン、作曲：ナカヤマアキラ、編曲：Plastic Tree
3. サーカス (Live Arrange Version) [9:08][1]
  - 作詞：有村竜太朗、作曲：長谷川正、編曲：Plastic Tree

1998年リリースのメジャー2ndアルバム『Puppet Show』収録曲「サーカス」のライブアレンジテイク。通常盤のみ収録。
4. 念力 (Instrumental) [4:49][1]

### 初回限定盤A,B,C
CD（A,B,C全タイプ共通）
1. 念力 [4:53][2]
2. creep [4:56][2]
3. 念力 (Instrumental) [4:49][2]

DVD
A,B,C各タイプで付属DVDの内容が異なる。
初回限定盤A
- 特典ライブ映像「Black Silent/White Noise」最終公演 於 東京国際フォーラムA・前編

1. うつせみ
2. フラスコ
3. みらいいろ
4. メルト
5. くちづけ
6. ピアノブラック
7. 時間坂
8. サナトリウム
9. 影絵
10. サイレントノイズ

初回限定盤B
- 特典ライブ映像「Black Silent/White Noise」最終公演 於 東京国際フォーラムA・後編

1. シンクロ
2. メランコリック
3. スラッシングパンプキン・デスマーチ
4. マイム
5. バリア
6. 静かの海
7. 剥製
8. 曲論
9. あバンギャルど
10. クリーム

初回限定盤C
- 「念力」Music Video